# Kurfürstenplatz (München)

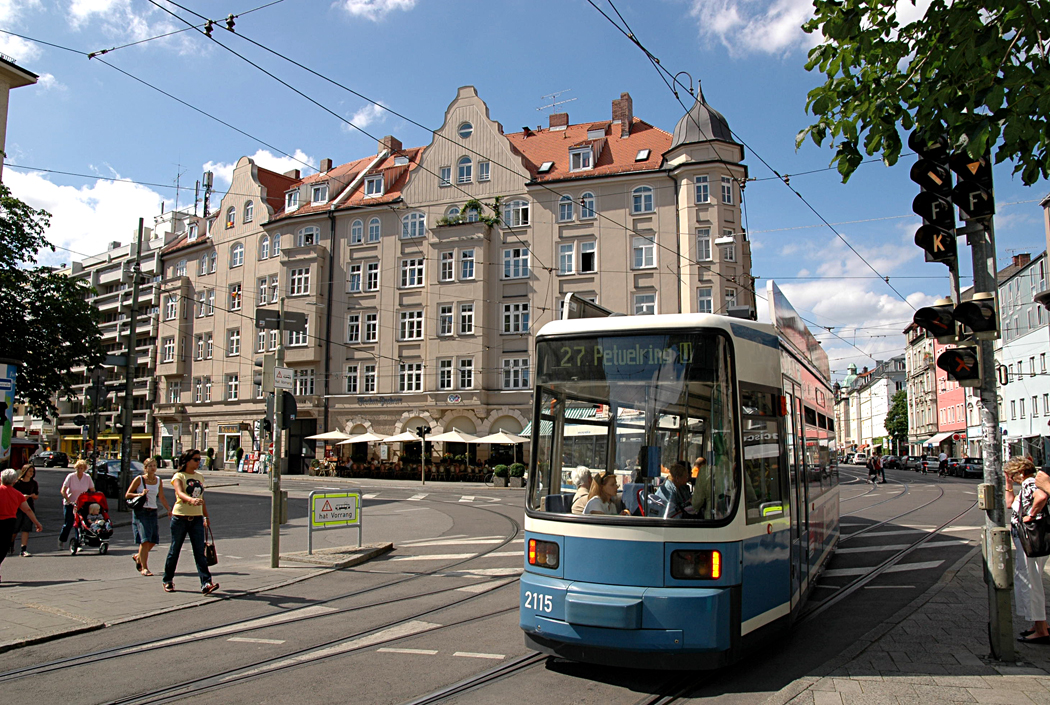
Tram 27 vor dem 1898 von Xaver Heininger errichteten Gebäude Belgradstraße 1

Der Kurfürstenplatz ist ein Platz im Münchner Stadtteil Schwabing und liegt rund zweieinhalb Kilometer nördlich des Stadtzentrums. Er ist Kreuzungspunkt mehrerer Straßen und Trambahnlinien und wurde im Jahr 1915 nach dem 1662 in München geborenen Kurfürsten Maximilian II. Emanuel benannt.

## Lage
Der Kurfürstenplatz liegt im Zentrum Schwabings und gehört zum Stadtbezirk Schwabing-West. In Ost-West-Richtung verläuft die Hohenzollernstraße über den Kurfürstenplatz. Sie durchquert Schwabing auf einer Länge von rund zwei Kilometern. In Richtung Norden zweigt die Belgradstraße ab, eine rund zwei Kilometer lange Verbindung zum nördlichen Abschnitt des Mittleren Rings. In südlicher Richtung zweigen vom Kurfürstenplatz sowohl die Nordendstraße als auch die Kurfürstenstraße ab, die parallel auf einer Länge von knapp einem Kilometer in die südlich gelegene Maxvorstadt verlaufen. Über die Belgradstraße und die Nordendstraße fließt der Straßenverkehr vom nördlichen Stadtteil Milbertshofen über den Kurfürstenplatz in Richtung Stadtzentrum.

## Geschichte

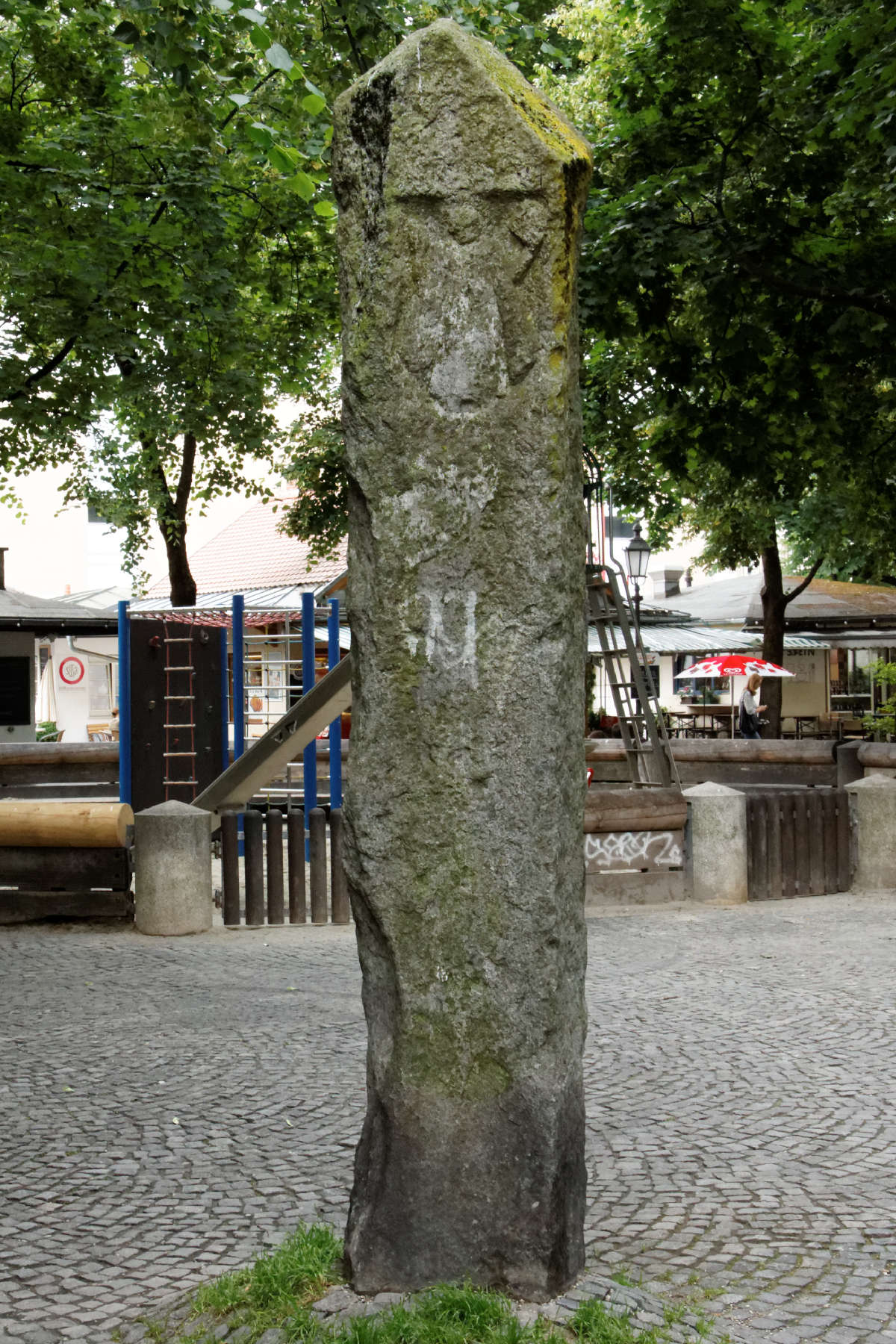
Mittlerweile an den Elisabethplatz versetzte Burgfriedensäule

Ursprünglich stand südlich vom heutigen Platz die wohl 1521 errichtete Burgfriedenssäule, welche heute am Elisabethplatz steht.

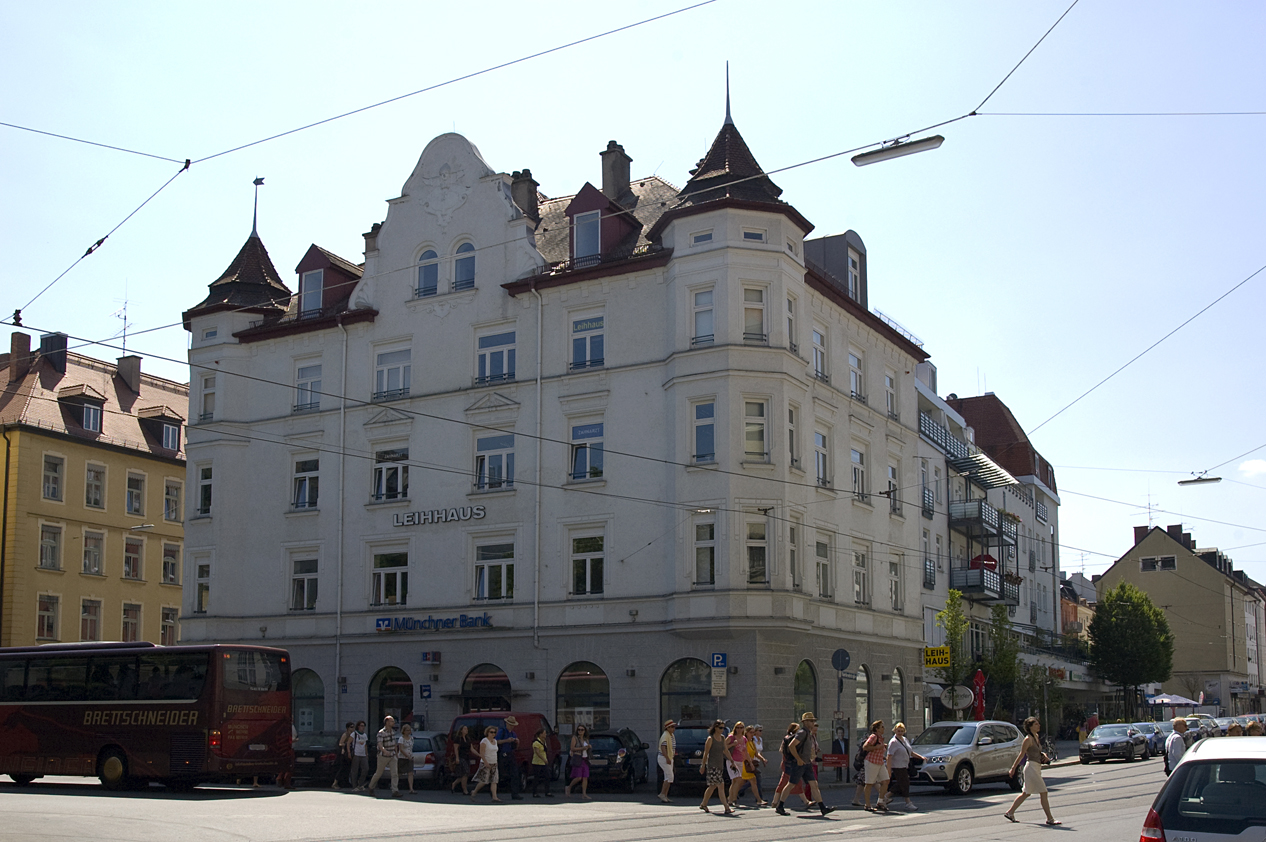
Das von Paul Breitsameter 1909 errichtete Wohnhaus Nordendstraße 64 südlich des Kurfürstenplatzes

Zwar liegt kein Baudenkmal direkt am Kurfürstenplatz, jedoch prägen ihn zwei denkmalgeschützte Gebäude: Das auf der Nordseite stehende, fünfgeschossige monumentale Eckwohnhaus Belgradstraße 1/Hohenzollernstraße 86, in dessen Erdgeschoss sich das „Neuhauser“ der Brauerei Hacker-Pschorr befindet, wurde 1898 von Xaver Heininger in den Formen der deutschen Renaissance mit Erkern, Zwerchgiebeln und polygonalem Eckerker mit Glockendach errichtet und steht unter Denkmalschutz. Südlich des heutigen Kurfürstenplatzes errichtete 1909 der Architekt Paul Breitsameter das ebenfalls denkmalgeschützte, neubarocke Mietshaus Nordendstraße 64 mit zwei Erkertürmchen an den Ecken und Stuckdekor am Giebel, in dessen Erdgeschoss sich heute eine Filiale der Münchner Bank befindet.
Am 15. August 1900 fuhr der letzte Pferdebahnwagen von hier über die Hohenzollernstraße zur Ludwigstraße. Noch vor dem Ersten Weltkrieg wurde die Trambahnlinie vom Kurfürstenplatz über die Hohenzollern- und Teng- zur Augustenstraße angelegt, wodurch der heutige Platz entstand. So ist in Oscar Brunns (1853–1919) Plan von München aus dem Jahr 1914 noch lediglich die Kreuzung Kurfürsten- mit Belgradstraße zur Hohenzollernstraße eingezeichnet. 1915 wurde der Platz nach Kurfürst Maximilian II. Emanuel benannt. Schon in den 1930er Jahren befand sich am Platz die bekannte Tanzbar „Bohème-Diele“, die noch Jahrzehnte lang ein Künstlertreff war, später unter dem Namen „La Bohème“.
Zur Zeit des Nationalsozialismus erhielt der Diplomingenieur Hans Atzenbeck den Auftrag für die Planung und Ausführung einer einheitlichen Platzgestaltung durch eine geschlossene Bebauung. Es entstanden ab 1938 die Wohnblocks mit 37 2½- bis 3½-Zimmer-Wohnungen, einer Sparkassenzweigstelle, einem Polizeiabschnittskommando mit angegliederten Läden und Kaffeehaus. Auf Hausnummer 5 befand sich dann nach dem Zweiten Weltkrieg lange Zeit das städtische Polizeiamt Nord der damaligen Stadtpolizei München.

## Bekannte Anwohner
Im ersten Stock des Hinterhofgartenhauses Kurfürstenplatz 2 lebte die Schauspielerin Ali Wunsch-König, Gründerin und Leiterin der Neuen Münchner Schauspielschule, die sich vor dem Umzug in die Räume der Dachauer Straße 15 ebenfalls dort befand. Am Kurfürstenplatz 6 war der Sitz der Künstlergruppe „Der Rote Reiter“.

## Verkehrsanbindung
Über den Kurfürstenplatz laufen die drei Trambahnlinien 12, 27 und 28. Erstere Linie verbindet den Scheidplatz im Norden Schwabings mit dem im Westen der Stadt unweit des Schloss Nymphenburg gelegenen Romanplatz. Die Linien 27 aus Richtung Petuelring und 28 aus Richtung Scheidplatz verbinden den Norden Schwabings mit der Innenstadt. Zudem verkehren am Kurfürstenplatz zwei Metrobuslinien, die quer durch die Stadt verlaufen.